# The Game of Harmony
The Game of Harmony (aussi appelé E-Motion ou Sphericule) est un jeu vidéo d'action et de puzzle développé par The Assembly Line et édité par Accolade, sorti en 1990 sur DOS, Amiga, Amstrad CPC, Atari ST, Commodore 64, ZX Spectrum et Game Boy.

## Accueil
- Gen4 : 91 % (Amiga)[1]